# Лёгкая атлетика на летних Олимпийских играх 1896
Соревнования по лёгкой атлетике на летних Олимпийских играх 1896 прошли 6, 7, 9 и 10 апреля. В них приняло участие 63 человека из 9 стран, которые соревновались за 12 комплектов медалей. Как и на других соревнованиях летних Олимпийских игр 1896 года, женщины не были допущены к участию.

## Медали

### Общий медальный зачёт

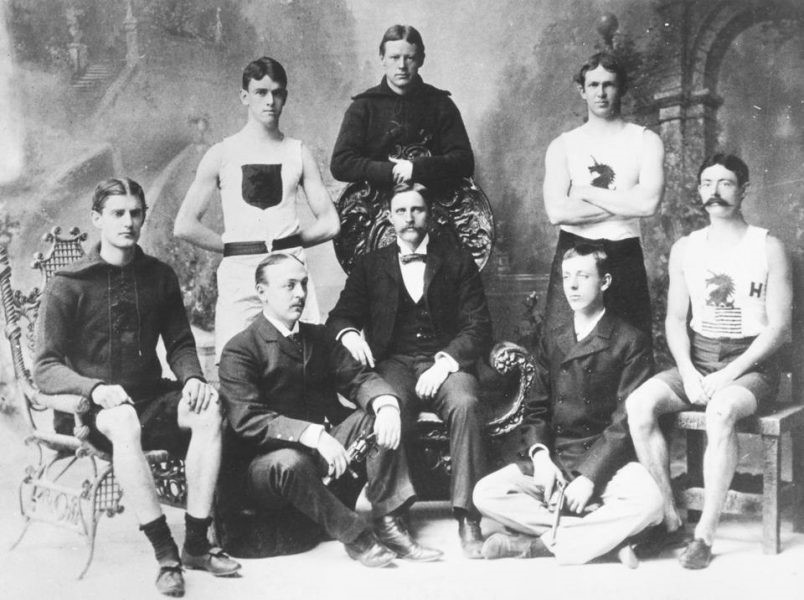
Американские спортсмены и их тренеры, выигравшие 6 золотых медалей

(Жирным выделено самое большое количество медалей в своей категории; принимающая страна также выделена)
| Общее количество медалей |                |        |         |        |       |
| Место                    | Страна         | Золото | Серебро | Бронза | Всего |
| 1                        | США            | 9      | 6       | 2      | 17    |
| 2                        | Австралия      | 2      | 0       | 0      | 2     |
| 3                        | Греция         | 1      | 3       | 6      | 10    |
| 4                        | Венгрия        | 0      | 1       | 2      | 3     |
| 5                        | Великобритания | 0      | 1       | 1      | 2     |
| 5                        | Франция        | 0      | 1       | 1      | 2     |
| 7                        | Германия       | 0      | 1       | 0      | 1     |

### Медалисты
| Дисциплина             | Золото               | Серебро                         | Бронза                       |
| 100 метров             | Том Берк США         | Фриц Гофман Германия            | Фрэнсис Лейн США             |
| 100 метров             | Том Берк США         | Фриц Гофман Германия            | Алойз Сокол Венгрия          |
| 400 метров             | Том Берк США         | Герберт Джемисон США            | Чарльз Гмелин Великобритания |
| 800 метров             | Тедди Флэк Австралия | Нандор Дани Венгрия             | Димитриос Големис Греция     |
| 1500 метров            | Тедди Флэк Австралия | Артур Блейк США                 | Альбин Лермюзье Франция      |
| Марафон                | Спиридон Луис Греция | Харилаос Василакос Греция       | Дьюла Келльнер Венгрия       |
| 110 метров с барьерами | Томас Кёртис США     | Грэнтли Гулдинг Великобритания  | —                            |
| Прыжки в длину         | Эллери Кларк США     | Роберт Гарретт США              | Джеймс Коннолли США          |
| Тройной прыжок         | Джеймс Коннолли США  | Александр Тюффери Франция       | Иоаннис Персакис Греция      |
| Прыжки в высоту        | Эллери Кларк США     | Роберт Гарретт США              | —                            |
| Прыжки в высоту        | Эллери Кларк США     | Джеймс Коннолли США             | —                            |
| Прыжки с шестом        | Уэллс Хойт США       | Альберт Тайлер США              | Евангелос Дамаскос Греция    |
| Прыжки с шестом        | Уэллс Хойт США       | Альберт Тайлер США              | Иоаннис Теодоропулос Греция  |
| Толкание ядра          | Роберт Гарретт США   | Милтиадес Гускос Греция         | Георгиос Папасидерис Греция  |
| Метание диска          | Роберт Гарретт США   | Панайотис Параскевопулос Греция | Сотириос Версис Греция       |

## Страны
В соревнованиях приняло участие 63 спортсмена из 9 стран:

(в скобках указано количество спортсменов от каждой страны)
- Австралия (1)
- Великобритания (5)
- Венгрия (3)
- Германия (5)
- Греция (29)
- Дания (3)
- США (10)
- Франция (5)
- Швеция (1)

Олимпийский комитет Чили заявляет, что на этих соревнованиях участвовал их атлет Луис Сьюберкасье, однако многие источники говорят, что он не участвовал в играх.